# Richard G. A. Buxton
Richard George Alexander Buxton (* vor 1971 in Mansfield, England) ist ein britischer Gräzist und emeritierter Professor für griechische Sprache und Literatur an der University of Bristol.

## Leben
Nach dem Besuch der Nottingham High School studierte Buxton am King’s College, Cambridge und an der École des hautes études, Paris. Am King’s College erwarb er 1971 den B.A., 1974 den M.A. und wurde 1977 mit einer Dissertation über Peitho: its place in Greek culture and its exploration in some plays of Aeschylus and Sophocles promoviert. Seit 1973 ist er Lecturer in Classics an der University of Bristol, seit 1989 senior lecturer, seit 1990 Reader in Ancient Greek und seit 1995 Professor of Greek Language and Literature. Von 2006 bis 2012 war er Präsident der Fondation pour le Lexicon Iconographicum Mythologiae Classicae, von 2003 bis 2013 im Redaktionskomitee des Thesaurus Cultus et Rituum Antiquorum. 2013 wurde er emeritiert, 2014 hat er den Titel eines Emeritus Professor erhalten. Als solcher ist er weiterhin in der Forschung aktiv.

## Forschungsgebiete
Buxton arbeitet zur griechischen Mythologie und Literatur. Er hat Sammelbände zur Frage nach dem Verhältnis von Mythos und Logos und zur griechischen Religion herausgegeben. Zwei Bände zur griechischen Mythologie, ihrer Vorstellungswelt und ihren Kontexten, wurden mehrfach übersetzt. Ein weiterer Aspekt ist etwa die Metamorphose in der griechischen Mythologie. Darüber hinaus hat er Arbeiten insbesondere zur griechischen Tragödie, vor allem zu Sophokles, veröffentlicht.

## Schriften (Auswahl)
- Persuasion in Greek Tragedy. A Study of Peitho. Cambridge University Press, Cambridge 1982; Nachdruck 2010, ISBN 978-0-521-13673-0
- Sophocles (= Greece and Rome New Surveys in the Classics, no. 16). Clarendon Press, Oxford 1984, ISBN 0-903035-138; zweite Auflage mit Addenda for scholarship between 1983 and 1995, ebenda 1995, ISBN 0-903035-138
- Imaginary Greece: The Contexts of Mythology. Cambridge University Press, Cambridge 1994, ISBN 0-521-33865-4; Übersetzungen ins Französische, Italienische, Spanische, Griechische und Chinesische
- als Herausgeber: From Myth to Reason? Essays on the Development of Greek Thought, edited and introduced by Richard Buxton. Oxford University Press, Oxford 1999, ISBN 0-19-815234-5
- als Herausgeber: Oxford Readings in Greek Religion, edited and introduced by Richard Buxton. Oxford University Press, Oxford 2000, ISBN 0-19-872191-9
- The Complete World of Greek Mythology. Thames and Hudson, London 2004, ISBN 0-500-25121-5; Übersetzungen ins Spanische, Niederländische, Deutsche, Ungarische, Griechische, Italienische, Rumänische, Schwedische, Japanische und Türkische
- Forms of Astonishment: Greek Myths of Metamorphosis. Oxford University Press, Oxford 2009, ISBN 978-0-19-924549-9.
- als Mitherausgeber: Lexicon Iconographicum Mythologiae Classicae (LIMC). Supplementum 2009. Vol. I und II. Artemis Verlag Düsseldorf, 2009, ISBN 978-3-538-03520-1.
- Myths and Tragedies in their Ancient Greek Contexts. Oxford University Press, Oxford 2013, ISBN 978-0-19-955761-5.